# كريستا وايت
كريستا وايت (بالإنجليزية: Krista White)‏ هي عارضة أمريكية، ولدت في 19 يونيو 1985 في باين بلاف في الولايات المتحدة.